# 水素化カリウム
水素化カリウム（すいそかカリウム、potassium hydride）とは、カリウムと水素から成る無機化合物で、化学式は KH と表される。カリウムの水素化物。
水とは以下のように反応して水素ガスを発生させる。
{\displaystyle {\ce {KH + H2O -> KOH + H2}}}
この反応は非常に激しく、反応熱によって水素ガスに引火する。その時、カリウムの炎色反応により水素炎は紫色を呈する。水素化カリウムの固体は空気中でも自然発火性を持つため、鉱油やパラフィン中にディスパージョンとして反応性を下げた状態のものが取り扱われる。パラフィン中にディスパージョンとしたほうが分散は良い。
水素化カリウムは金属カリウムと水素ガスから製造される。この反応はハンフリー・デービーにより1807年のカリウムの発見からまもなく見出された。彼は、水素化カリウムの沸点を少し下回る温度下で、金属カリウムが水素ガスの気流中で気化したことを記している。
水素化カリウムは非常に強い塩基で、その塩基性は水素化ナトリウムよりも強い。有機化合物から酸性プロトンを除去する際に用いられる。